# 1 de enero (liturgia ortodoxa oriental)
31 de diciembre - calendario litúrgico ortodoxo oriental - 2 de enero
Todas las conmemoraciones fijas a continuación son observadas el 14 de enero por las iglesias ortodoxas en el viejo calendario.
Para el 1 de enero, las iglesias ortodoxas en el calendario antiguo conmemoran a los Santos enumerados el 19 de diciembre.

## Fiestas
- Fiesta de la circuncisión de Cristo

## Santos
- Mártir Teodoto
- Mártir Basilio de Ancira (362)
- San Gregorio de Nacianzo el Viejo (374)
- Santa Emilia de Cesarea (375)
- San Basilio de Cesarea (379)
- San Teodosio de Triglia

## Santos Occidentales Pre-Cisma
- Mártir Concordio de Espoleto (c. 175)
- Treinta soldados-mártires en Roma (c. 304)
- San Telémaco (Almaquio) (391 o 404)
- San Basilio (c. 475)
- San Eugendo (510)
- Santa Fanchea de Killeany (Fanchea de Rossory) (c. 520)
- San Fulgencio de Ruspe (533)
- San Justino de Chieti (c. 540)
- San Félix de Bourges (c. 580)
- Santa Connat (Comnatan) (c. 590)
- San Maelrhys (siglo VI)
- San Claro
- San Cúan (Mochua, Moncan) (752)
- San Pedro de Atroa (837)
- San Guillermo de Dijon (Guillermo de Volpiano) (1031)

## Santos Ortodoxos Post-Cisma
- Mártir Pedro de Tripolis en el Peloponeso, en Temisi en Asia menor (1776)
- San Atanasio (Volkhovsky) (1801)

### Nuevos mártires y confesores
- Mártir Jeremías Leonov (1918)
- Mártir Platon Kulbush, Michael Blaive y Nicholas Bezhanitsky (1919)
- Mártir Alexander Trapitsyn, Juan Smirnov, Alexander Ivanov, Alexander Organov, Juan Suldin, Trophimus Miachin, Viacheslav Infantov, Basil Vitevsky, y Jacob Alferov (1938)

- Datos: Q13376314